# دستکند زیرزمینی سلطان‌آباد
دستکند زیرزمینی سلطان‌آباد؛ نام دستکندی تاریخی مربوط به سدهٔ ۷ قمری است و در شهرستان خوشاب واقع شده و این اثر در تاریخ ۱۸ شهریور ۱۳۹۱ با شمارهٔ ثبت ۳۰۹۵۵ به‌عنوان یکی از آثار ملی ایران به ثبت رسیده‌است.